# Onobox
 Onobox ist das erste Kompilationsalbum von Yoko Ono. Gleichzeitig ist es einschließlich der drei Avantgarde-Alben sowie Some Time in New York City, Double Fantasy, Milk and Honey und zweier Interviewalben mit ihrem Ehemann John Lennon und des Live-Albums der Plastic Ono Band das insgesamt sechzehnte Album Yoko Onos. Es wurde am 28. Januar 1992 in den USA veröffentlicht.

## Entstehungsgeschichte
Die Onobox ist eine Werkschau über das musikalische Schaffen von Yoko Ono zwischen den Jahren 1969 (Unfinished Music No. 2: Life with the Lions) und 1985 (Starpeace). Sämtliche Lieder, außer die Aufnahmen zu Some Time in New York City, Double Fantasy und Milk and Honey, erschienen hier erstmals auf CD, weiterhin enthält die Box das bisher unveröffentlichte Album A Story sowie zehn weitere bisher unveröffentlichte Lieder, zwei Single-A-Seiten, die bisher ausschließlich in Japan erschienen waren, auch die Single-A-Seite Walking on Thin Ice erschien auf diesem Album erstmals auf CD. Dem Lied Walking on Thin Ice wurde zusätzlich die Aussage von John Lennon vorangestellt, „dass er glaube, dass dies ihr erster Nummer-eins-Hit werden würde“.
Alle 105 Lieder der CD-Box wurden remastert, insgesamt 39 der Lieder wurden von Yoko Ono und Rob Stevens neu abgemischt. Die im Jahr 1986 postum veröffentlichten John-Lennon-Alben Live in New York City und Menlove Ave. sowie John Lennon Anthology von 1998 wurden ebenfalls von Rob Stevens abgemischt. Die Zusammenarbeit erfolgte bis zum Yoko-Ono-Album Yes, I’m a Witch Too aus dem Jahr 2016. Die Überarbeitung der Aufnahmen wurde in den Quad Recording Studios in New York City durchgeführt, die Auswahl der Lieder erfolgte durch Yoko Ono.
Der Box wurde ein 96-seitiges bebildertes Begleitheft beigelegt, dass umfangreiche Informationen zu den Aufnahmen und eine Diskografie von Yoko Ono beinhaltet. Erst fünf Jahre später, im Jahr 1997, wurden auch die einzelnen CDs von Yoko Ono auf Rykodisc Records veröffentlicht, bei denen ebenfalls Rob Stevens teilweise mitwirkte.

## Cover
Die künstlerische Gestaltung erfolgte von Roger Gorman. Die Covergestaltung erfolgte von Yoko Ono sowie Maureen Nappi/Associated Images. Die Coverfotos stammen von Bob Gruen, Jack Mitchell, Peter Moore, Peter Moore, Raeanne Rubenstein, Allan Tannenbaum, Yosuhiro Yoshioka und Annette Yorke.

## Titelliste
Alle Titel des Albums wurden von Yoko Ono komponiert.

### CD 1 – London Jam
1. No Bed for Beatle John (Excerpt) – 2:01
vom Album Unfinished Music No. 2: Life with the Lions
2. Mind Holes – 2:45
vom Album Fly
3. O’Wind (Body Is the Scar of Your Mind) – 5:24
vom Album Fly
4. Why – 5:31
vom Album Yoko Ono/Plastic Ono Band
5. Why Not – 9:55
vom Album Yoko Ono/Plastic Ono Band
6. Greenfield Morning I Pushed an Empty Baby Carriage All Over the City – 5:37
vom Album Yoko Ono/Plastic Ono Band
7. Touch Me – 4:23
vom Album Yoko Ono/Plastic Ono Band
8. Paper Shoes – 3:46
vom Album Yoko Ono/Plastic Ono Band
9. Mind Train – 3:56
vom Album Fly
10. Open Your Box – 3:32
vom Album Fly
11. Toilet Piece/Unknown – 0:31
vom Album Fly
12. Don’t Worry Kyoko (Mummy's Only Looking for Her Hand in the Snow) – 4:53
vom Album Fly
13. Telephone Piece – 0:31
vom Album Fly
14. Midsummer New York – 2:16
vom Album Fly
15. The Path – 5:43+
bisher unveröffentlichtes Lied – von den Aufnahmesessions zu Fly
16. Don’t Count the Waves – 3:54
vom Album Fly
17. Head Play (Medley: You/Airmale/Fly) – 2:33+
vom Album Fly – neue Abmischung
18. Is Winter Here to Stay? – 4:20
vom Album Approximately Infinite Universe

+ Remixe von Yoko Ono und Rob Stevens

### CD 2 – New York Rock
1. Yang Yang – 3:48+
vom Album Approximately Infinite Universe
2. Death of Samantha – 5:06+
vom Album Approximately Infinite Universe
3. What Did I Do! – 3:50+
vom Album Approximately Infinite Universe
4. Approximately Infinite Universe – 3:19+
vom Album Approximately Infinite Universe
5. What a Bastard the World Is – 4:36+
vom Album Approximately Infinite Universe
6. Catman (The Rosies Are Coming) – 5:44+
vom Album Approximately Infinite Universe
7. I Want My Love to Rest Tonight – 5:09
vom Album Approximately Infinite Universe
8. Shiranakatta (I Didn't Know) – 3:09
vom Album Approximately Infinite Universe
9. Peter the Dealer – 4:58+
vom Album Approximately Infinite Universe
10. I Felt Like Smashing My Face in a Clear Glass Window – 4:09
vom Album Approximately Infinite Universe
11. Winter Song – 3:39+
vom Album Approximately Infinite Universe
12. Kite Song – 3:10+
vom Album Approximately Infinite Universe
13. Now or Never – 3:45
vom Album Approximately Infinite Universe
14. What a Mess – 2:42
vom Album Approximately Infinite Universe
15. I Have a Woman Inside My Soul – 5:06+
vom Album Approximately Infinite Universe
16. Move on Fast – 3:42+
vom Album Approximately Infinite Universe
17. Looking Over from My Hotel Window – 3:29
vom Album Approximately Infinite Universe
18. Waiting for the Sunrise – 2:33
vom Album Approximately Infinite Universe

+ Remixe von Yoko Ono und Rob Stevens

### CD 3 – Run, Run, Run
1. Growing Pain – 3:51
vom Album Feeling the Space
2. Yellow Girl (Stand by for Life) – 3:16
vom Album Feeling the Space
3. Coffin Car – 3:32
vom Album Feeling the Space
4. Warrior Woman – 5:01+
bisher unveröffentlichtes Lied – von den Aufnahmesessions zu Feeling the Space
5. Women of Salem – 3:31+
vom Album Feeling the Space
6. Run, Run, Run – 5:09
vom Album Feeling the Space
7. If Only – 3:26+
vom Album Feeling the Space
8. A Thousand Times Yes – 3:02+
vom Album Feeling the Space
9. Straight Talk – 2:59+
vom Album Feeling the Space
10. Angry Young Woman – 3:54
vom Album Feeling the Space
11. Potbelly Rocker – 2:43+
bisher unveröffentlichtes Lied – von den Aufnahmesessions zu Feeling the Space
12. She Hits Back – 4:05+
vom Album Feeling the Space
13. Men, Men, Men – 4:02
vom Album Feeling the Space
14. Woman Power – 5:37+
vom Album Feeling the Space
15. It’s Been Very Hard – 5:57+
bisher unveröffentlichtes Lied – von den Aufnahmesessions zu Feeling the Space
16. Mildred, Mildred – 2:58
bisher unveröffentlichtes Lied – von den Aufnahmesessions zu Feeling the Space
17. Left Turn’s the Right Turn – 2:11+
bisher unveröffentlichtes Lied – von den Aufnahmesession zu Feeling the Space

+ Remixe von Yoko Ono und Rob Stevens

### CD 4 – Kiss, Kiss, Kiss
1. Walking on Thin Ice – 6:01
Single-A-Seite aus dem Jahr 1981 von den Double Fantasy-Sessions
2. Kiss Kiss Kiss – 2:41
vom Album Double Fantasy
3. Give Me Something – 1:34
vom Album Double Fantasy
4. I’m Moving On – 2:21
vom Album Double Fantasy
5. Yes, I’m Your Angel – 3:35
vom Album Double Fantasy
6. Beautiful Boys – 2:53
vom Album Double Fantasy
7. Open Your Soul to Me – 3:45+
bisher unveröffentlichtes Lied – von den Aufnahmesessions zu Season of Glass
8. Every Man Has a Woman Who Loves Him – 4:03
vom Album Double Fantasy
9. Hard Times Are Over – 3:20
vom Album Double Fantasy
10. Don’t Be Scared – 4:35
vom Album Milk and Honey
11. Sleepless Night – 3:53
vom Album Milk and Honey
12. O’Sanity – 1:05
vom Album Milk and Honey
13. Anatano Te (Your Hands) – 3:13
vom Album Milk and Honey
14. Let Me Count the Ways – 3:04
vom Album Milk and Honey
15. Forgive Me, My Love – 3:11+
bisher unveröffentlichtes Lied – von den Aufnahmesessions zu It’s Alright (I See Rainbows)
16. You’re the One – 4:35
vom Album Milk and Honey
17. There’s No Goodbye – 1:57
bisher unveröffentlichtes Lied – Kassetten-Demo
18. Have You Seen a Horizon Lately – 2:02
vom Album Approximately Infinite Universe

+ Remixe von Yoko Ono und Rob Stevens

### CD 5 – No, No, No
1. I Don’t Know Why – 4:20
vom Album Season of Glass
2. Mindweaver – 4:22
vom Album Season of Glass
3. Even When You’re Far Away – 5:21
vom Album Season of Glass
4. Nobody Sees Me Like You Do – 3:33
vom Album Season of Glass
5. Silver Horse – 3:04
vom Album Season of Glass
6. No, No, No – 2:46
vom Album Season of Glass
7. Toyboat – 3:31
vom Album Season of Glass
8. She Gets Down on Her Knees – 4:10
vom Album Season of Glass
9. Extension 33 – 2:44
vom Album Season of Glass
10. Never Say Goodbye – 4:01
vom Album It’s Alright (I See Rainbows)
11. Spec of Dust – 3:31
vom Album It’s Alright (I See Rainbows)
12. My Man – 4:00
vom Album It’s Alright (I See Rainbows)
13. It’s Alright – 4:21
vom Album It’s Alright (I See Rainbows)
14. Let the Tears Dry – 3:29
vom Album It’s Alright (I See Rainbows)
15. Dream Love – 4:48
vom Album It’s Alright (I See Rainbows)
16. Hell in Paradise – 3:40+
vom Album Starpeace
17. I Love You, Earth – 2:42
vom Album Starpeace
18. Cape Clear – 4:54
vom Album Starpeace
19. Goodbye Sadness – 3:50
vom Album Season of Glass

+ Remixe von Yoko Ono und Rob Stevens

### CD 6 – A Story
1. A Story – 2:38+
vom Album A Story
2. Loneliness – 3:33+
vom Album A Story
3. Will You Touch Me – 2:39
vom Album A Story
4. Dogtown – 2:32+
vom Album A Story
5. It Happened – 3:52+
vom Album A Story
6. Tomorrow May Never Come – 2:52
vom Album A Story
7. Winter Friend – 3:17+
vom Album A Story
8. Heartburn Stew – 2:09+
vom Album A Story
9. Yes, I’m a Witch – 3:12+
vom Album A Story
10. Yume O Moto – 3:45+
von den Sessions zum Album A Story – Single-A-Seite in Japan
11. O’Oh – 4:00+
von den Sessions zum Album A Story
12. Namyohorengekyo – 2:42+
bisher unveröffentlichtes Lied – Kassetten-Demo
13. We’re All Water – 3:41
vom Album Some Time in New York City
14. Josejoi Banzai – 3:33+
von den Sessions zum Album Approximately Infinite Universe – Single-A-Seite in Japan
15. Sisters O Sisters – 3:46
vom Album Some Time in New York City

+ Remixe von Yoko Ono und Rob Stevens

## Wiederveröffentlichung
Die CD-Box wurde bisher nicht wiederveröffentlicht.